# Cuenca de Magallanes

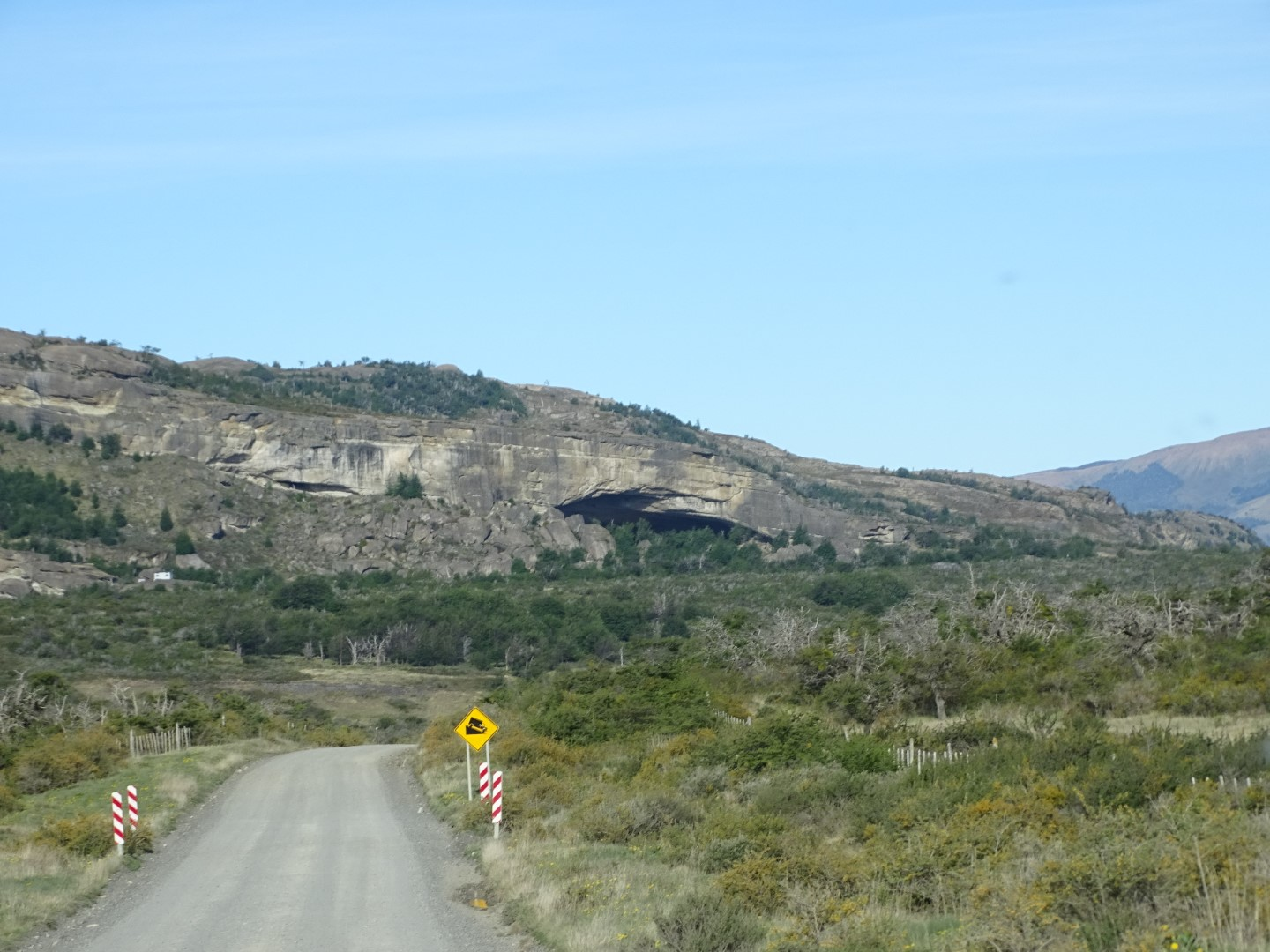
Entorno de la Cueva del Milodón en la cuenca de Magallanes

La cuenca de Magallanes es una cuenca sedimentaria que llega por el norte hasta la Patagonia superior en Chile. Las rocas dentro de ella se derivan del período Jurásico, e incluye la formación Cerro Toro. Esta cuenca ofrece la oportunidad de estudiar numerosas formas de vida de fósiles antiguos y otros elementos naturales prehistóricos debido a la estratificación sedimentaria profunda.
Tiene una extensión de 250km norte-sur y constituye la mayor reserva de carbón del país.
Ciertas formaciones geológicas de la cuenca de Magallanes han ofrecido abrigos rocosos y cuevas para los humanos primitivos; uno de los más notables de estos lugares es la Cueva del Milodón, un sitio que se sabía que fue habitado por el hombre antiguo, basado en la recuperación arqueológica de esta serie de cuevas. Asimismo, en las inmediaciones del cerro Guido y el valle del río de Las Chinas se emplaza un importante yacimiento fósil y paleontológico.